# Al-Shaafah
Al-Shaafah (àrab: الشعفة, ax-Xaʿfa) és una ciutat siriana del districte d'Abu Kamal, a la governació de Deir ez-Zor. Segons l'Agència Central d'Estadístiques de Síria (CBS), Al-Shaafah tenia 18.956 persones en el cens de 2004.
La ciutat va ser un dels últims racons que va controlar Estat Islàmic a Síria. El 6 de gener de 2019, la ciutat va ser alliberada per les FDS durant la tercera fase de l'ofensiva a Deir ez-Zor.